# II. Heribert vermandois-i gróf

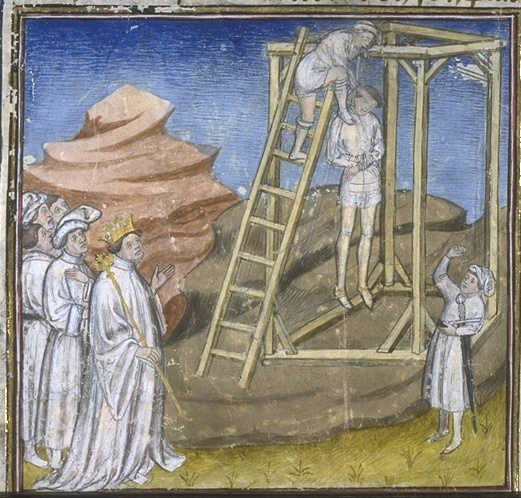
II. Heribert vermandois-i gróf kivégzése IV. (Tengerentúli) Lajos parancsára.

II. Heribert vermandois-i gróf (kb. 880 – 943. február 23.) a Vermandois Grófság második grófja volt a Karoling-házból.

## Élete
Apja feltehetően I. Heribert vermandois-i gróf, anyja Liedgardis. 900-ban örökölte apjától Vermandois és Troyes grófságokat, illetve később megszerezte a Saint de Soissons apátság feletti ellenőrzést is. Felesége Adele de France révén megkapta a Meaux-i Grófságot is. Unokatestvére, Bernárd, Beauvais és Senlis grófja volt, ketten együtt a Frank Királyság északnyugati részének befolyásos urai voltak. 922-ben részt vett a III. Károly nyugati frank király elleni felkelésben és csellel foglyul ejtette a trónjától megfosztott királyt és Château-Thierry-ben tartotta fogságban. Fiatal fiának megszerezte a reimsi érsekséget.
922-ben Seulf, reimsi érsek Heribert segítségét kérte lázadó alattvalói ellen. Seulf halála után (925), Rudolf nyugati frank király segítségével megszerezte kisebbik fiának, Hugónak (aki akkor 5 éves volt) az érseki széket, amely jelentős birtokokkal rendelkezett a nyugati-frank (francia) és keleti-frank (német) királyságokban.
924-ben Rudolf nyugati frank király Heribertnek adományozta Péronne grófságot. I. Arnulf flamand gróffal szövetségben elfoglalták a vikingek egyik utolsó szárazföldi erősségét, Eu-t. 927-ben szövetséget kötött I. Róbert (v. Rollo) normann gróffal, akinél fiát túszként hagyta. 926-ban, Roger laoni gróf halála után Heribert a grófságot Odó fiának követelte. Rudolf király akarata ellenére elfoglalta a grófságot és bár sikertelenül próbálta elfoglalni Laon városát, egy erődítményt építtetett a grófságban magának. 928-ban a király kíséretében Burgundiába utazott, ahol idősebbik fiát, Odót Hugó itáliai király kinevezte Vienne grófjának. 930-ban elfoglalta Vitry-en-Perthois kastélyát Boso-tól, Rudolf öccsétől, aki ekkor egyesítette seregét Hugóval, Neustria őrgrófjával és 931-ben elfoglalták Reimst és legyőzték Hugót, Heribert fiát. Ezt követően három év alatt Heribert elvesztette Vitry, Laon, Château-Thierry és Soissons kastélyokat. Csak szövetségese, Madarász Henrik német király támogatásával tudta ezeket visszaszerezni (Reims és Laon kivételével), cserébe, hogy hűséget esküdött Rudolf királynak.
939-ben Heribert részt vett a IV. Lajos nyugati frank király király elleni felkelésben, amit Hugó frank herceg, Párizs grófja (I. Róbert nyugati frank király fia) és I. Vilmos normandiai herceg vezettek, I. Ottó német-római császár támogatásával. Hugó és Heribert elfoglalták Reimst és visszahelyezték Hugót, Heribert fiát az érseki tisztségbe. Laon városában ostrom alá vették IV. Lajost és csak Ottó közbenjárására rendeződött a helyzet 942-ben.
943. február 23-án halt meg, örökségét egyenlően osztotta fel fiai között. Raoul Glaber krónikás szerint kivégezték, mivel szerinte IV. Lajos nyugati frank király fogságába esett és ő felakasztatta.

## Családja és leszármazottai
Felesége (907) Adele de France, Robert párizsi gróf, a későbbi I. Róbert nyugati frank király lánya, a házasságból hét gyermek született:
- Odó (915 - 946 után).[8] 927-ben apja túszként átadta Rollo normann grófnak. 938-ban, apjával ellentétben, hű maradt IV. Lajos királyhoz, aki a laoni király rezidencia parancsnokává nevezte ki. A király nevében elfoglalta Amiens grófságot és a várost, de 944-ben kiverték onnan.[2]
- Adele (915 - 960)[9][10]
- Heribert (kb. 910 - 983), apja halála után örökölte Omois Grófságot, Château-Thierry erődítményt és a soissons-i Saint-Médard apátságot. Lotár király palotagrófnak nevezte ki, majd öccse, Róbert halála után örökölte Meaux és Troyes grófságokat. Felesége Eadgifu, III. Károly nyugati frank király lánya volt.
- Hugó (920 - 962), 925-ben apja közbenjárására Reims érsekévé nevezték ki (a kinevezést X. János pápa is jóváhagyta). 932-ben Hugót megfosztották tisztségétől, miután apja a király ellen támadt. 940-ben felszentelték papnak és még ebben az évben apja visszafoglalta Reims-t és visszahelyezte Hugó az érseki tisztségbe. Miután apja ostrom alá vette IV. Lajost Laon városában, a király jóváhagyta érseki kinevezését és megtette főkancellárjának. 946-ban azonban Lajos ismét elfoglalta Reims-t és elűzte Hugót, akit 948-ban a pápai legátus fosztott meg végleg tisztségétől. 962-ben a Santiago de Compostela-i zarándokútról visszatérőben halt meg.[2]
- Liutgardis (925 - 985 után), első férje I. Vilmos normandiai herceg, második férje I. Theobald, Blois grófja.
- Róbert (? - 966 után) 943 után Meaux grófja, majd Troyes grófja 956-tól.
- Adalbert (? - 987) 943-ban, apja halála után I. Adalbert néven örökölte Vermandois grófságot.

## Fordítás
- Ez a szócikk részben vagy egészben  a   Herbert II, Count of Vermandois című angol Wikipédia-szócikk fordításán alapul.  Az eredeti cikk szerkesztőit annak laptörténete sorolja fel. Ez a jelzés csupán a megfogalmazás eredetét és a szerzői jogokat jelzi, nem szolgál a cikkben szereplő információk forrásmegjelöléseként.